# Südwestrundfunk

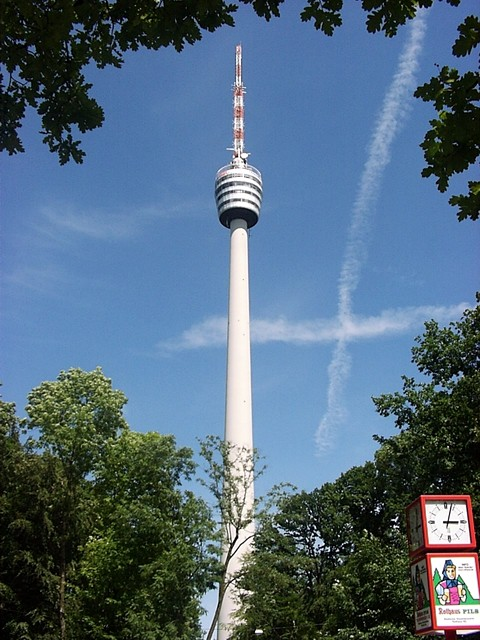
Torre de telecomunicaciones de Stuttgart

Südwestrundfunk o SWR, que en español significa Radiodifusión del Suroeste, es  una institución pública de radio y televisión destinada al suroeste de Alemania en general, y  los estados de Baden-Württemberg y Renania-Palatinado en particular. La compañía tiene tres oficinas centrales en las ciudades de Stuttgart, Baden-Baden y Maguncia. Las oficinas de dirección se sitúan en Stuttgart, mientras que las sedes de radio y TV se encuentran en Baden-Baden.
Es una de las compañías afiliadas a la ARD. Posee dos cadenas de televisión y múltiples emisoras de radio. SWR es la segunda emisora en cobertura de las afiliadas, y cuenta con 3.700 empleados.

## Historia
SWR fue creada en 1997 a partir de la fusión de dos instituciones: la Süddeutscher Rundfunk (SDR) con sede en Stuttgart, y la Südwestfunk (SWF) con sede en Baden-Baden, haciéndose operativa el 1 de enero de 1998. La existencia de los dos entes por separado tiene explicación en el contexto histórico posterior a la Segunda Guerra Mundial. Los franceses establecieron SWF como la única radiodifusora en su zona ocupada, mientras que los americanos crearon la SDR.  
Ambos entes habían intentado fusionarse anteriormente en 1990, pero no se llevó a cabo por el proceso de reunificación alemana. El estado de Baden-Württemberg llegó a tener dos instituciones con diferentes zonas de cobertura y diferente programación.
Actualmente, es el segundo ente más grande de la ARD, siendo sólo superada en tamaño por la WDR.

## Sedes
SWR cuenta con estudios en las siguientes ciudades:
- Baden-Württemberg: Baden-Baden, Stuttgart, Friburgo de Brisgovia, Heilbronn, Karlsruhe, Mannheim, Tubinga y Ulm
- Renania-Palatinado: Kaiserslautern, Coblenza, Maguncia y Tréveris

Además de los estudios, cuenta con diferentes oficinas repartidas por todo su área de cobertura.

## Canales

### Radio
SWR cuenta con los siguientes canales. En algunos casos son en común, y en otros cuentan con variaciones dependiendo del estado.
- SWR1 Baden-Württemberg: Emisora dedicada a éxitos pop, desde clásicos a contemporáneos. Está enfocada a un público entre 30 y 55 años, y en esta versión es para el estado de Baden-Württenberg.
- SWR1 Rheinland-Pfalz: Es el mismo canal, pero en versión para Renania-Palatinado.
- SWR2: Dedicado a magazines, música clásica y jazz.
- SWR3: Canal de pop y música actual, para el público juvenil.
- SWR4 Baden-Württemberg: Música antigua y éxitos alemanes con desconexiones locales.
- SWR4 Rheinland-Pfalz: Mismo canal para Renania-Palatinado.
- Dasding: Emisora juvenil.
- SWR Aktuell: Radio dedicada a la información.

En el caso de SWR1 y SWR4, hay desconexiones regionales y locales con programación especial durante ciertas partes del día.

### Televisión

Logo de SWR Fernsehen

Además de su colaboración en la ARD y Das Erste, SWR cuenta con un canal propio regional llamado SWR Fernsehen. Fue creado en abril de 1969 gracias a la colaboración de SDR y SWF, los anteriores entes separados, bajo el nombre de Südwest 3, que tras la fusión pasó a llamarse Südwest Fernsehen y más tarde adoptó su nombre actual.
El canal cuenta con dos versiones, una para Baden-Württemberg y otra para Renania-Palatinado, que varían sobre la base de la programación local. El 70% de la programación es común entre los dos estados, mientras que el 30% restante es programación regional.

### Otros trabajos
SWR es la emisora responsable de la coordinación de la programación de las cadenas 3sat y Arte, así como de las webs de ARD. Las oficinas de Arte Deutschland se encuentran en Baden-Baden, mientras que las de la web de ARD están en Maguncia.

#### Corresponsalías en el extranjero
Además, SWR es la responsable de algunas de las corresponsalías de la ARD en el extranjero, tendiendo oficinas en: 

##### Radio
- Bruselas: Bajo la dirección de Peter Heilbrunner
- Ginebra (manejada en conjunto con la MDR): Bajo la dirección de Pascal Lechler
- Estambul: Bajo la dirección de Ulrich Pick
- Johannesburgo: Bajo la dirección de Claus Stäcker
- El Cairo: Bajo la dirección de Esther Saoub
- Londres: Bajo la dirección de Stephan Lochner
- París: Bajo la dirección de Evi Seibert
- Estrasburgo: Bajo la dirección de Martin Durm
- Shanghái (manejada en conjunto con la MDR): Bajo la dirección de Astrid Freyeisen
- Washington: Bajo la dirección de Albrecht Ziegler

##### Televisión
- Río de Janeiro: Bajo la dirección de Thomas Aders
- Ginebra: Bajo la dirección de Volker Schwenck
- Johannesburgo: Bajo la dirección de Ulli Neuhoff
- El Cairo: Bajo la dirección de Jörg Armbruster
- Ciudad de México: Bajo la dirección de Stefan Schaaf
- Estrasburgo: Bajo la dirección de Sybille Müller